# NGC 5659
NGC 5659 ist eine Spiralgalaxie vom Hubble-Typ Sb im Sternbild Bärenhüter und etwa 203 Millionen Lichtjahre von der Milchstraße entfernt.
Sie wurde am 22. Mai 1830 von John Herschel entdeckt.